# Šumperk
Šumperk (németül Mährisch Schönberg) város Csehországban, Morvaország északi részén az Olomouci kerületben. Lakossága kb. 28 000. A šumperki járás székhelye. Olomouc-tól 58 km-re északra a Desná folyó mentén fekszik.

## Története
Német telepesek alapították a 13. században. Írott források elsőként 1297-ben említik. A 17. század második felében az inkvizíció boszorkánypereinek következtében a város 25 lakosa lelte halálát. A várost 1669-ben tűzvész pusztította el. A 19. században már jelentős textilipara volt. 1938 és 1945 között a Német Birodalomhoz tartozott. Az 1939-es népszámlálás adatai szerint lakosainak száma 15 611 volt. A Beneš-dekrétumok alapján a második világháború után német lakosságát kitelepítették.

### Sírkőbotrány
Temetőjében fekvő régi német sírköveinek egy részét 2001-ben a helyi közszolgáltatási vállalat buldózerrel távolította el, s azok maradványait egy gödörbe dobálták. Az ügy nagy felháborodást váltott ki, a csehországi német közösség képviselői tiltakozásukat a prágai német nagykövetségre is eljuttatták. Ezt követően a város polgármestere a sírköveket a gödörből kiemeltette és egy raktárba szállíttatta.

## Népesség
A település népessége az elmúlt években az alábbi módon változott:
| Lakosok száma | 7285 | 13 331 | 16 006 | 17 192 | 31 873 | 29 490 | 26 305 | 25 957 | 24 910 | 24 969 |
|               | 1869 | 1890   | 1921   | 1950   | 1980   | 2001   | 2017   | 2019   | 2022   | 2024   |

## Képtár

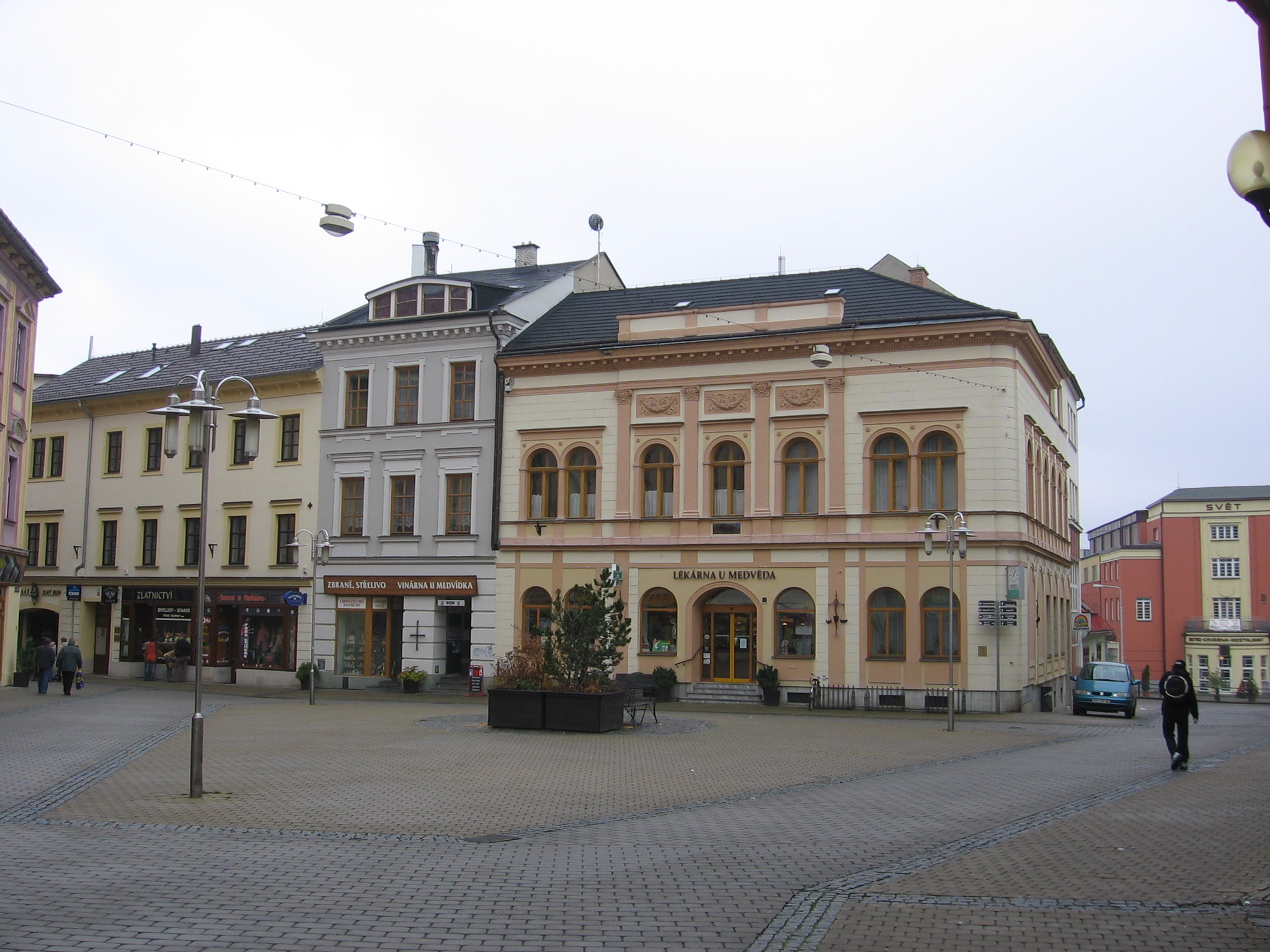
Sétálóutca
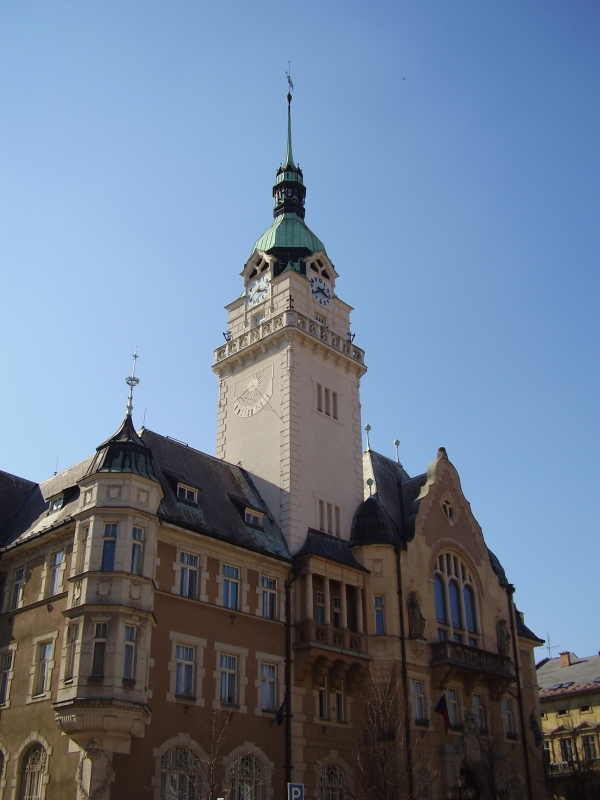
Šumperk városháza

## Külső hivatkozások
- Šumperk város hivatalos honlapja
- Šumperki járás turisztikai weboldala